# Seyrantepe-Talsperre
Die Seyrantepe-Talsperre (türkisch Seyrantepe Barajı) befindet sich 15 km nordwestlich von Karakoçan an der Grenze der beiden türkischen Provinzen Elazığ und Tunceli am Fluss Peri Çayı.
Die Seyrantepe-Talsperre wurde 2008 fertiggestellt. Das Absperrbauwerk ist ein Sand-Kies-Schüttdamm mit Lehmkern.
Die Talsperre wurde zum Zwecke der Energieerzeugung errichtet.
Der Staudamm hat eine Höhe von 31 m und besitzt ein Volumen von 1,22 Mio. m³. 
Die Talsperre besitzt ein Speichervolumen von 23,35 Mio. m³.  
Das Wasserkraftwerk der Seyrantepe-Talsperre verfügt über 2 Francis-Turbinen zu 25,7 Megawatt. Das Regelarbeitsvermögen liegt bei 161 GWh im Jahr. 
Flussaufwärts befindet sich die Özlüce-Talsperre.